# Ashton Holmes

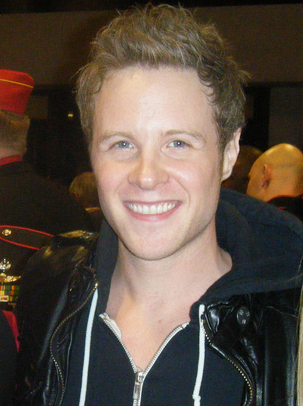
Holmes 2010

Ashton Holmes (* 17. Februar 1978 in Albany, New York) ist ein US-amerikanischer Schauspieler.

## Leben
Holmes wurde in Albany, New York geboren. Er hatte schon in frühem Alter Schauspielunterricht und besuchte die Albany Academy. Während seines letzten Jahres nahm er am internen Programm der New York State Theater Institution teil.

## Filmografie (Auswahl)
- 2003: Law & Order: Special Victims Unit (Fernsehserie, Episode 4x25)
- 2003: Raising Hell
- 2004: Cold Case – Kein Opfer ist je vergessen (Cold Case, Fernsehserie, Episode 1x21)
- 2004: A Million Miles to Sunshine (Kurzfilm)
- 2004: Liebe, Lüge, Leidenschaft (One Life to Live, Seifenoper, 3 Episoden)
- 2005: A History of Violence
- 2005: Ghost Whisperer – Stimmen aus dem Jenseits (Ghost Whisperer, Fernsehserie, Episode 1x09)
- 2006: Peaceful Warrior
- 2006: Boston Legal (Fernsehserie, 5 Episoden)
- 2007: Eine ganz normale Clique (Normal Adolescent Behavior)
- 2007: Der eisige Tod (Wind Chill)
- 2007: What We Do Is Secret
- 2008: Smart People
- 2008: Numbers – Die Logik des Verbrechens (Numb3rs, Fernsehserie, Episode 5x05)
- 2009: Criminal Intent – Verbrechen im Visier (Law & Order: Criminal Intent, Fernsehserie, Episode 8x02)
- 2009: Dr. House (House, Fernsehserie, Episode 5x24)
- 2009: CSI: Vegas (CSI: Crime Scene Investigation, Fernsehserie, Episode 10x10)
- 2010: The Pacific (Miniserie, 7 Episoden)
- 2010–2011: Nikita (Fernsehserie, 12 Episoden)
- 2011: Lie to Me (Fernsehserie, Episode 3x13)
- 2011: The Divide – Die Hölle sind die anderen (The Divide)
- 2011–2012: Revenge (Fernsehserie, 11 Episoden)
- 2013: Supernatural (Fernsehserie, Episode 9x06)
- 2014: Criminal Minds (Fernsehserie, Episode 9x17)
- 2015: Motive (Fernsehserie, Episode 3x06)
- 2018: Acts of Violence
- 2018: Arrow (Fernsehserie, 1 Episode)
- 2020: Bosch (Fernsehserie, 4 Episoden)
- 2021: Navy CIS: Hawaiʻi (NCIS: Hawaiʻi, Fernsehserie, 1 Episode)